# Будинок на вулиці Винниченка, 8 (Львів)
Будинок на вулиці Винниченка, 8 (або Піллєрівська кам'яниця) — житловий будинок, пам'ятка архітектури національного значення.

## Опис
Будинок № 8 по вулиці Винниченка — одна з найцікавіших пам'яток класицистичного домобудівництва у місті Львові. Пам'ятка архітектури привертає увагу своєю легкістю та вишуканістю форм, цікавими скульптурними групами та рельєфами на фасаді.

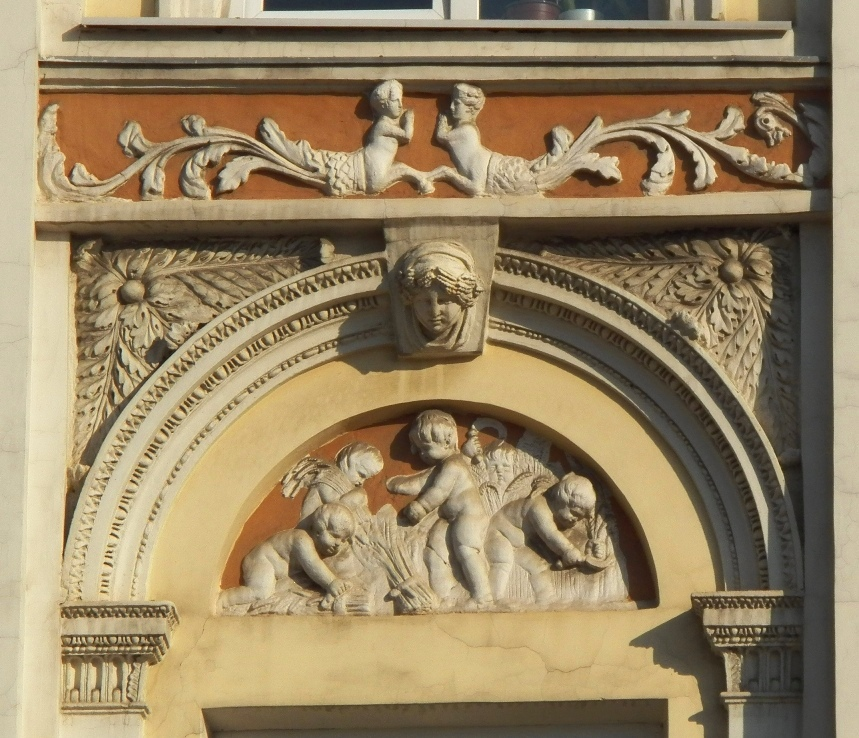
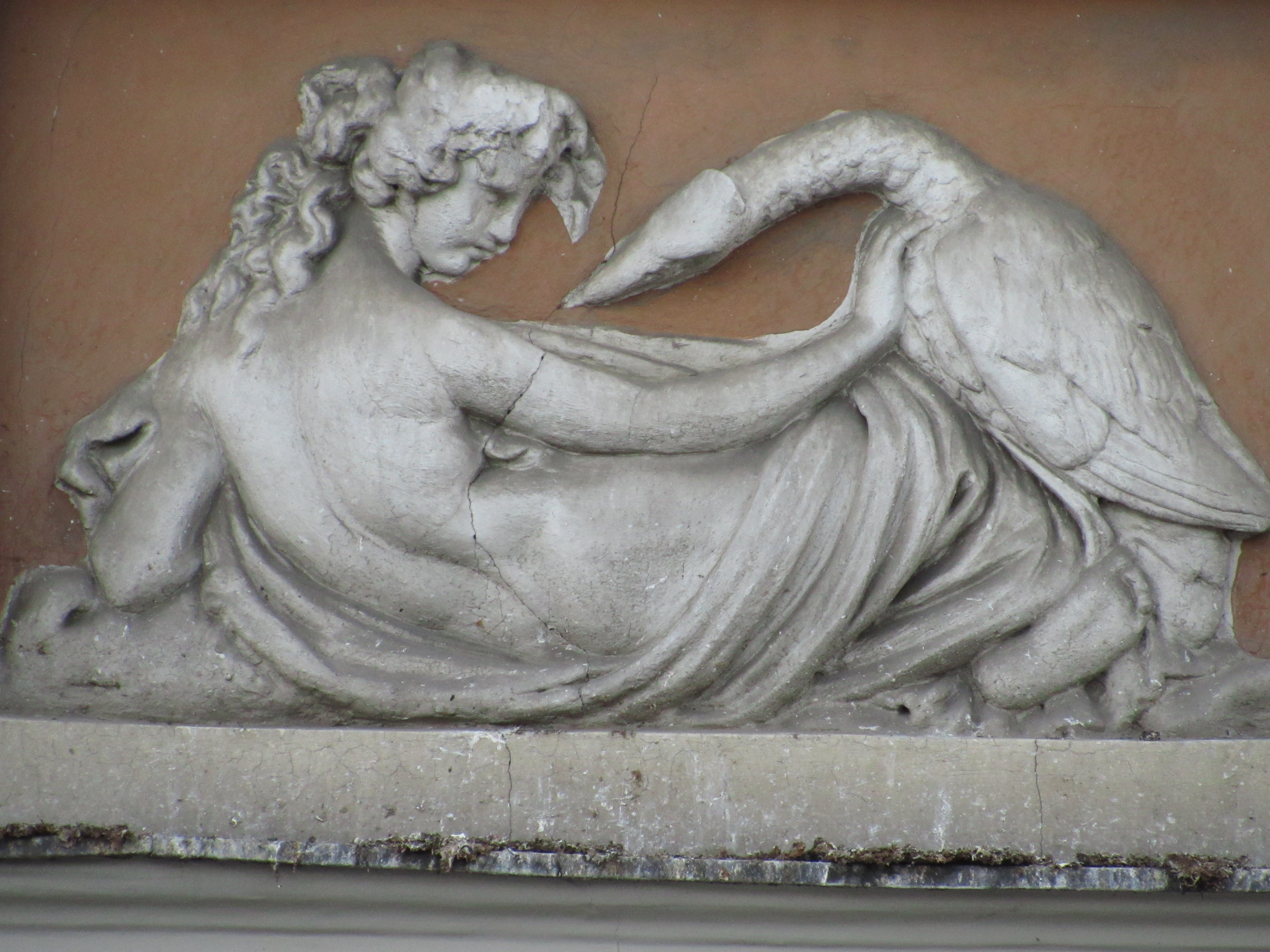
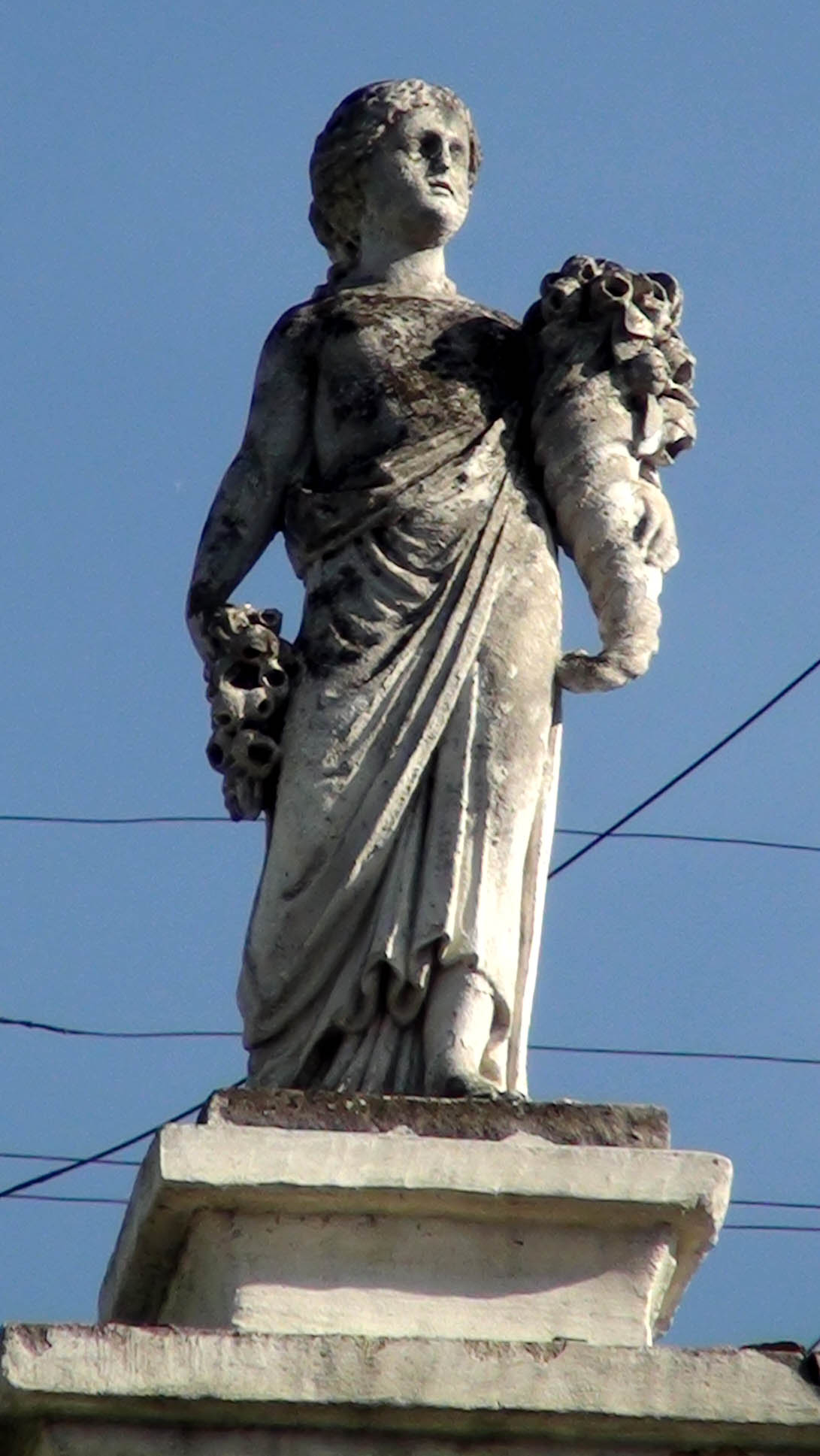
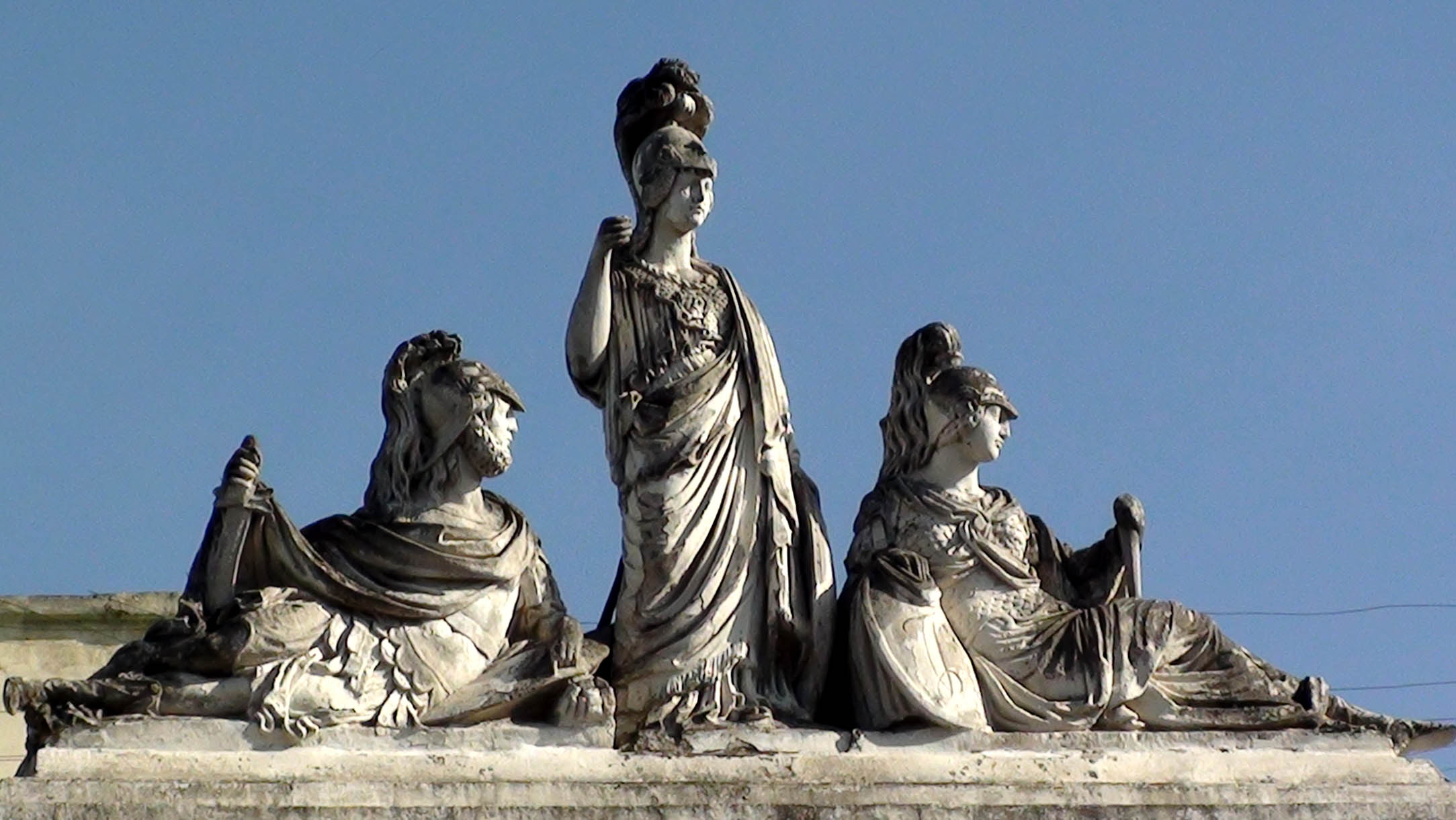
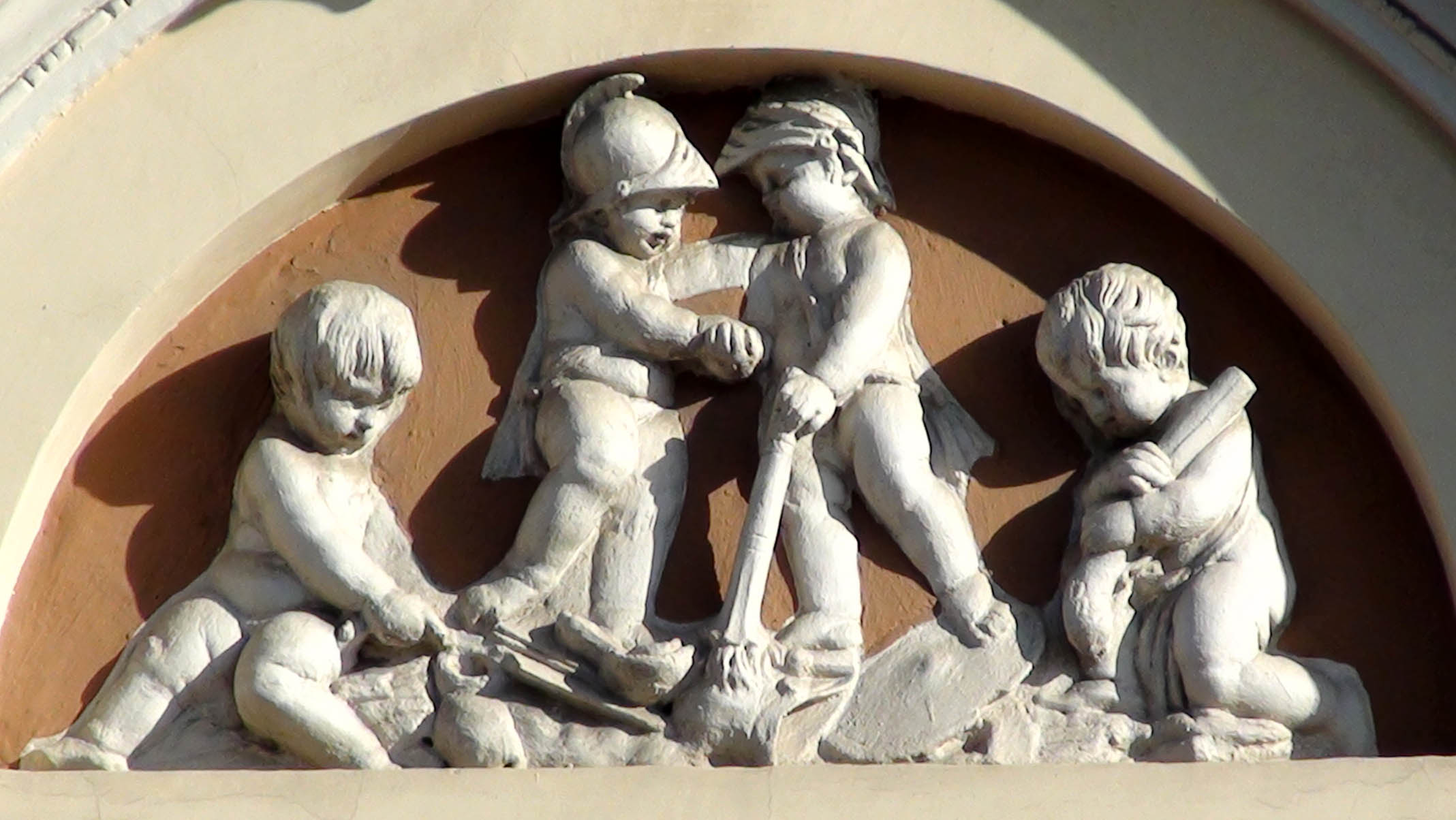

Стиль класицистичного житлового будівництва не набув широкого застосування в монументальній архітектурі старого міста, тому житловий будинок № 8 на вулиці Винниченка становить особливу архітектурну цінність. Споруджений близько 1804—1805 років для друкарні родини Піллерів. Фасад оздоблений скульптурами на аттиках та п'ятнадцятьма рельєфами із зображенням античних богів та путті-ремісників. Усе оздоблення виконано Гартманом Вітвером та його братом Йоганом-Міхаелем. 1839 року перебудований у стилі ампір архітектором Францішеком Томеком для австрійської податкової адміністрації. 1866 року в будинку розташувалося Галицьке музичне товариство (від 1880 року — консерваторія). У другій половині XIX століття в наріжному приміщенні першого поверху містилося поштове відділення, яке припинило існування у 1970-х роках через будівництво підземного переходу до Бернардинського монастиря. 

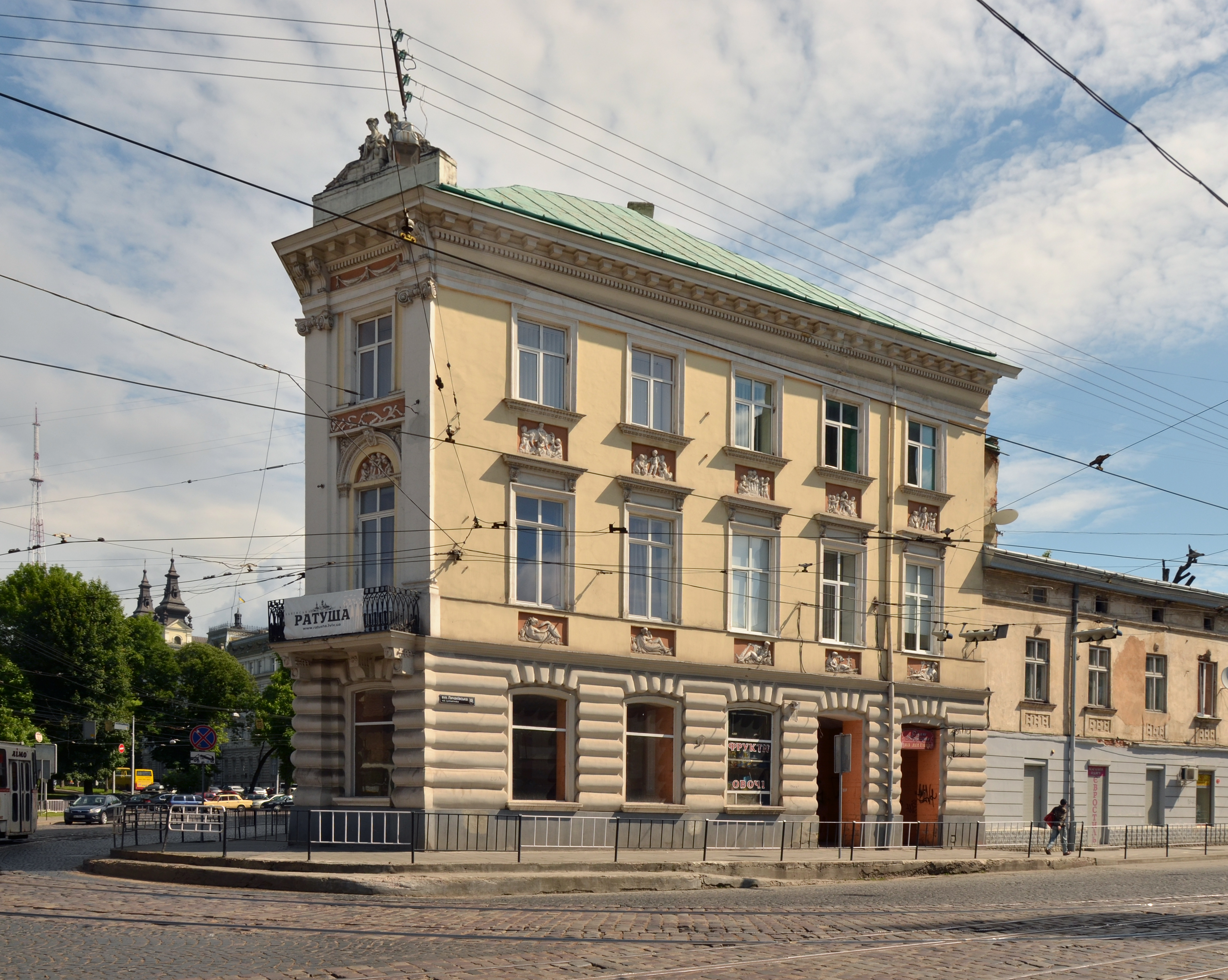
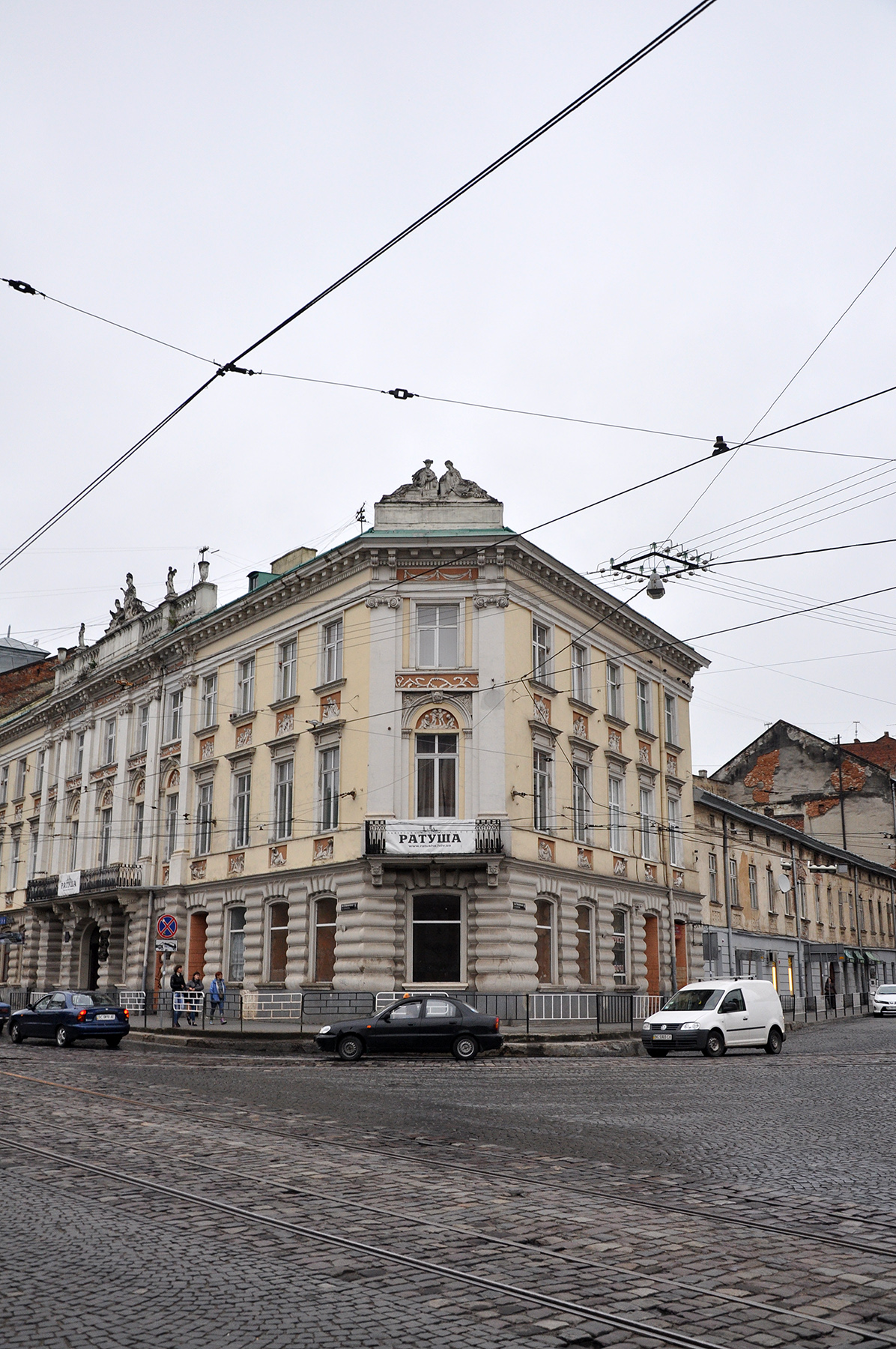
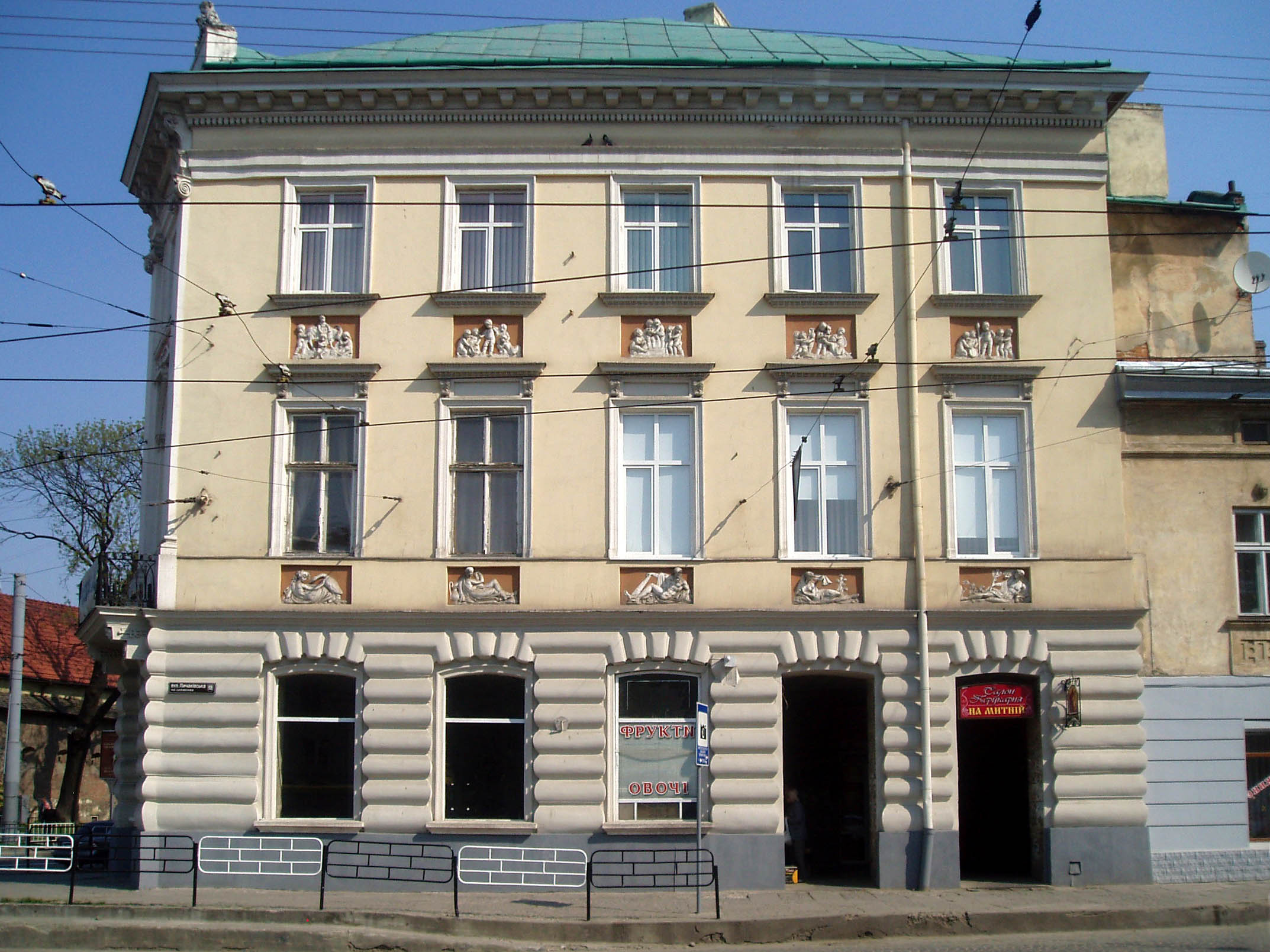
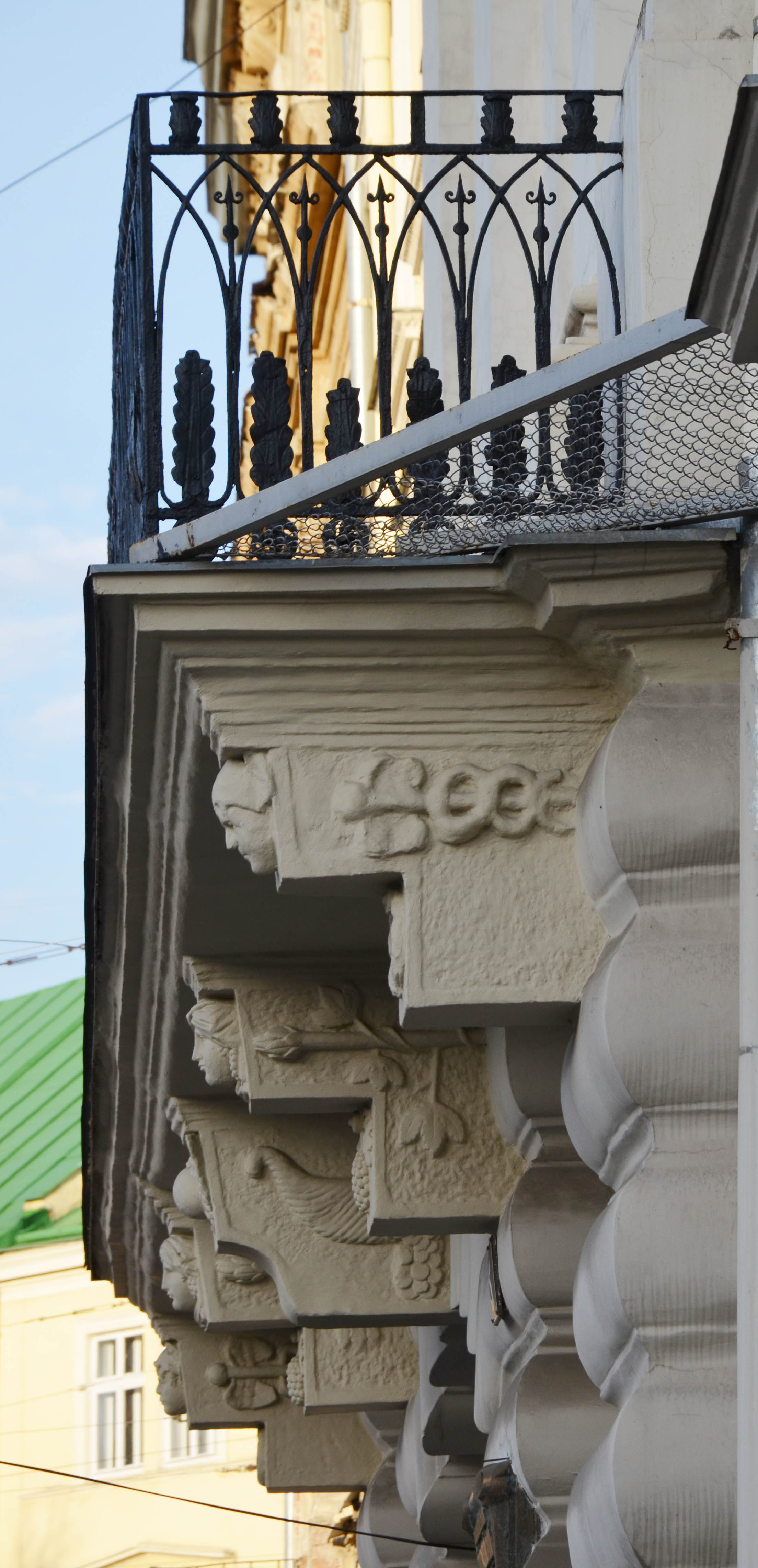
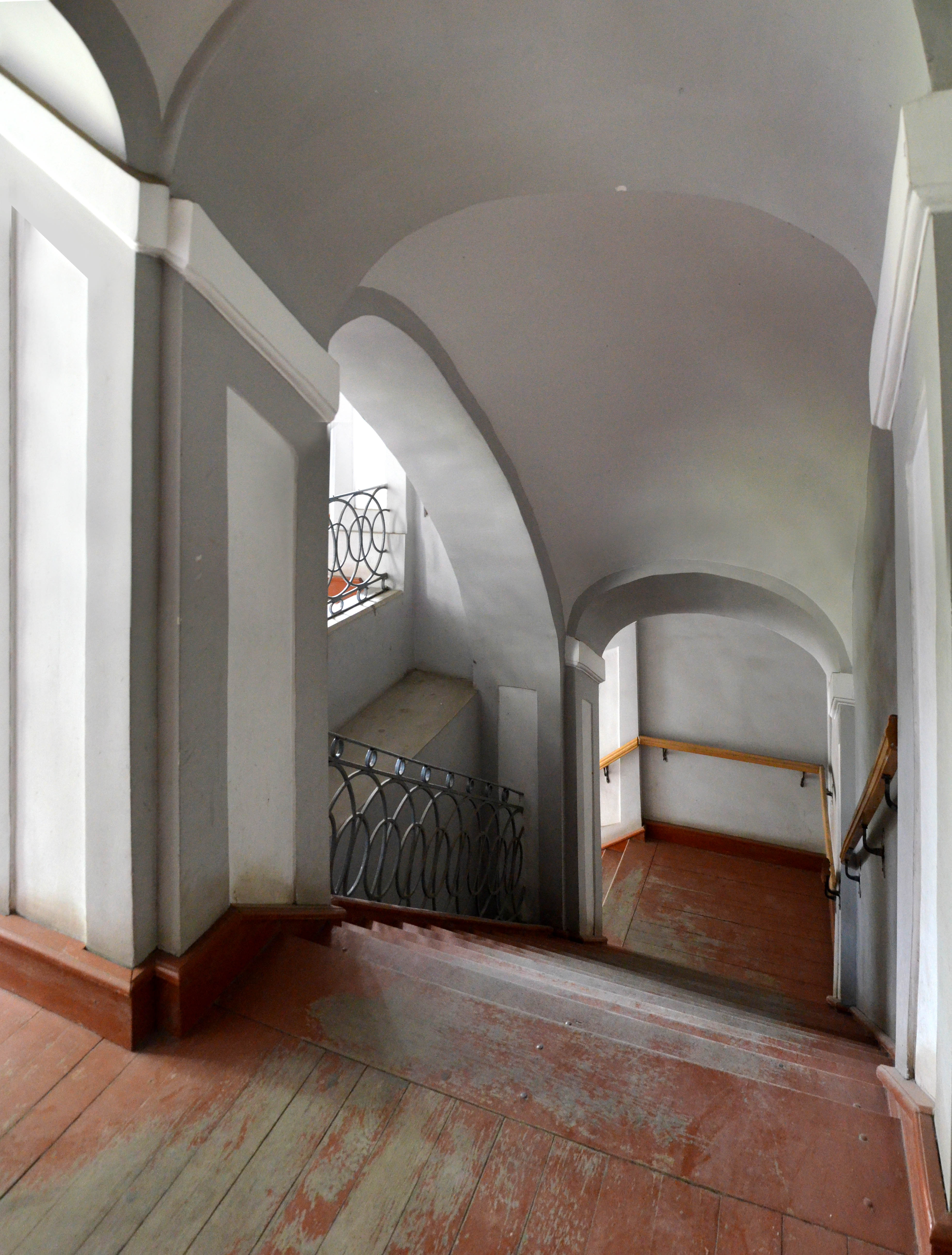
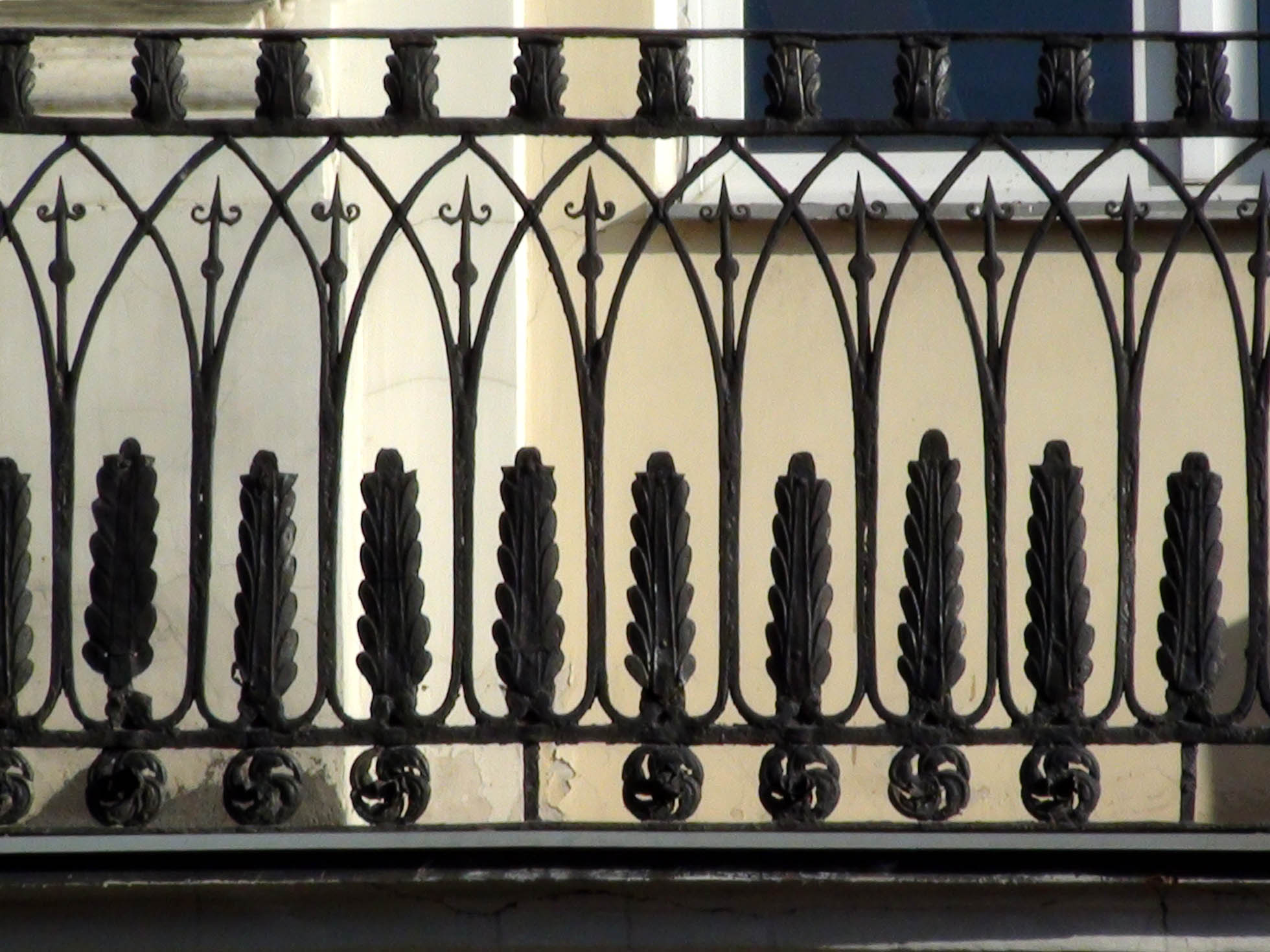

У цьому будинку від 1817 року у приватній друкарні львівського поліграфіста Корнелія Піллера діяло «Стоваришування взаємної допомоги членів друкарської справи». Метою організації був захист соціально-економічні прав та інтересів робітників. Вони першими серед друкарень міста відстояли 10-годинний робочий день, скасували дитячу працю та домоглися збільшення зарплатні. 31 січня 2013 року на фасаді будинку встановлено меморіальну таблицю, присвячену 195-літтю від часу заснування першої профспілкової організації в Україні, яка тоді йменувалася, як «Стоваришування взаємної допомоги членів друкарської справи». Авторами бронзової пам'ятної таблиці є львівські скульптори Василь та Микола Гурмаки, архітектори Олег Микита, Андрій Лисенко, які за сприяння генерального директора підприємства «Аргентум» та директора кераміко-скульптурної фабрики Петра Червіня виготовили та встановили її. 
Нині перший поверх частково зайнятий виходом із підземного переходу, збудованому у 1976 році, а решта приміщень займають приватні помешкання львів'ян, каси попереднього продажу автобусних квитків, редакція комунальної газети «Ратуша» та офіси різних організацій.
У 1893—1894 роках в будинку мешкав український письменник Осип Маковей. 

Художньо-меморіальна таблиця Дмитрові Паліїву
Пам'ятна таблиця першій профспілковій організації

У 1935—1939 роках в будинку мешкав український політичний і військовий діяч, один з організаторів листопадового повстання 1918 року у Львові, співзасновник УВО Дмитро Паліїв. 15 травня 2011 року відбулося урочисте відкриття і посвячення художньо-меморіальної таблиці Дмитрові Паліїву, встановлену на фасаді будинку. Автор таблиці — відомий львівський скульптор Василь Ярич.